# متلازمة الإروكانجي
متلازمة الإروكانجي هي حالة ناتجة من التسمم عن طريق لسعة من كاروكيا بارنزي، وهي نوع من قناديل البحر الإيروكانجي واخرى من قناديل البحر المكعب. في حالات نادرة إذا لم يتم اتخاذ إجراء طبي فوري، قد يتعرض المتأثرين إلى سكتة قلبية والموت.

## العلامات والأعراض
تحدث معظم اللدغات خلال موسم الأمطار في فصل الصيف في أكتوبر-مايو في شمال كوينزلاند، مع أنماط موسمية مختلفة في مكان آخر. ولأن قناديل البحر صغيرة جدًا، يتم حقن السم فقط من خلال راس الخلية اللاسعة، ونتيجة لذلك بالكاد يمكن ملاحظة اللدغة في البداية.
وقد وصفت اللدغة بأنه شعور أكثر قليلًا من لدغة البعوض. تصبح الأعراض تدريجياَ واضحة ثم تزداد حدة في الدقائق اللاحقة من 5 إلى 120 دقيقة (30 دقيقة في المتوسط).
تشمل متلازمة إيروكاندجي مجموعة من الأعراض الجهازية، بما في ذلك الصداع الشديد، آلام الظهر، آلام العضلات، آلام الصدر والبطن، الغثيان والقيء، التعرق، القلق، ارتفاع ضغط الدم، عدم انتظام دقات القلب والوذمة الرئوية. أحد الأعراض غير العادية المرتبطة بالمتلازمة هو الشعور ب ـ«الموت الوشيك».
تم الإبلاغ عن المرضى على أنهم بتاكيد سيموتون، ويتوسلون إلى الأطباء لقتلهم لتجاوز الالم.
عادة ما تختفي الأعراض خلال أربع إلى 30 ساعة، ولكن قد يستغرق الأمر مدة تصل إلى أسبوعين حتى يتم حلها تمامًا.

### التسمم
عندما يعالج بشكل صحيح، فإن اللدغة الواحدة تكون دائما غير مميتة. ومع ذلك، شخصين في أستراليا قد لقيا حتفهما من لدغات الإيروكاندجي، مما أدى إلى زيادة الوعي العام بشكل كبير بمتلازمة الإيروكاندجي.
ومن غير المعروف كم عدد الوفيات الأخرى الناجمة عن متلازمة إيروكاندجي قد نُسبت خطأً إلى أسباب أخرى. 

## الفيزيولوجيا المرضية
الآلية الدقيقة لعمل السم غير معروفة، ولكن ارتفاع الكاتيكولامين قد يكون آلية أساسية في الحالات الشديدة. حيث أظهرت دراسات أجريت على الحيوانات تؤكد وجود علاقة بين التسمم وزيادة في النورأدرينالين والأدرينالين. 

## العلاج
كما هو الحال بالنسبة للسعات قنديل البحر المكعبية، فإن الإسعافات الأولية تتكون من تنظيف المنطقة بالخل لتطهير مكان اللسعة. 
وبما أن مضاد السموم غير متوفر، فإن العلاج يكون داعمًا إلى حد كبير، مع كون المسكنات الداعم الاساسي للإدارة.
يستخدم النتروجليسرين، وهو دواء شائع يستخدم في الحالات القلبية، من قِبل الأطباء لتقليل مخاطر الوذمة الرئوية والحد من ارتفاع ضغط الدم.
قد تكون مضادات الهيستامين مفيدة لتخفيف الألم، ولكن معظم الحالات تتطلب مسكنات الأفيون في الوريد.
وعادة ما يتم اختيار الفنتانيل أو المورفين. يجب تجنب البيثيدين (الميبريدين، ودميرول هو الاسم التجاري له في الولايات المتحدة)، حيث غالبا ما تكون هناك حاجة لجرعات كبيرة لتخفيف الألم وفي هذه الحالة قد تحدث آثار ضارة كبيرة من الناتج الأيضي للبيثيدين. 
اقُترحت أيضًا كبريتات المغنيسيوم كعلاج لمتلازمة الإيروكاندجي بعد استخدامها ونجاحها في حالة واحدة. ومع ذلك، وفقا لتقرير لاحق، فشلت المغنيسيوم مع ثلاثة مرضى ولم تظهر أي تحسن. كرر المؤلف التجربة لهذا العلاج. وقد أشارت بعض التجارب المعملية الأولية باستخدام السم على أنسجة القلب والأوعية الدموية لجرذان في المختبر، إلى أن المغنيسيوم يقوم بالفعل بحجب العديد من أفعال هذا السم.

## الوَبائِيَّات
اتت تقارير متلازمة إيروكاندجي من أستراليا وهاواي وفلوريدا وجزر الأنتيل الفرنسية وبونير والبحر الكاريبي وتيمور ليست وبابوا غينيا الجديدة.

من المفترض أن تكون أنواع المكعبيات بخلاف كاروكيا بارنزية مسؤولة عن حالات التسمم خارج أستراليا. 

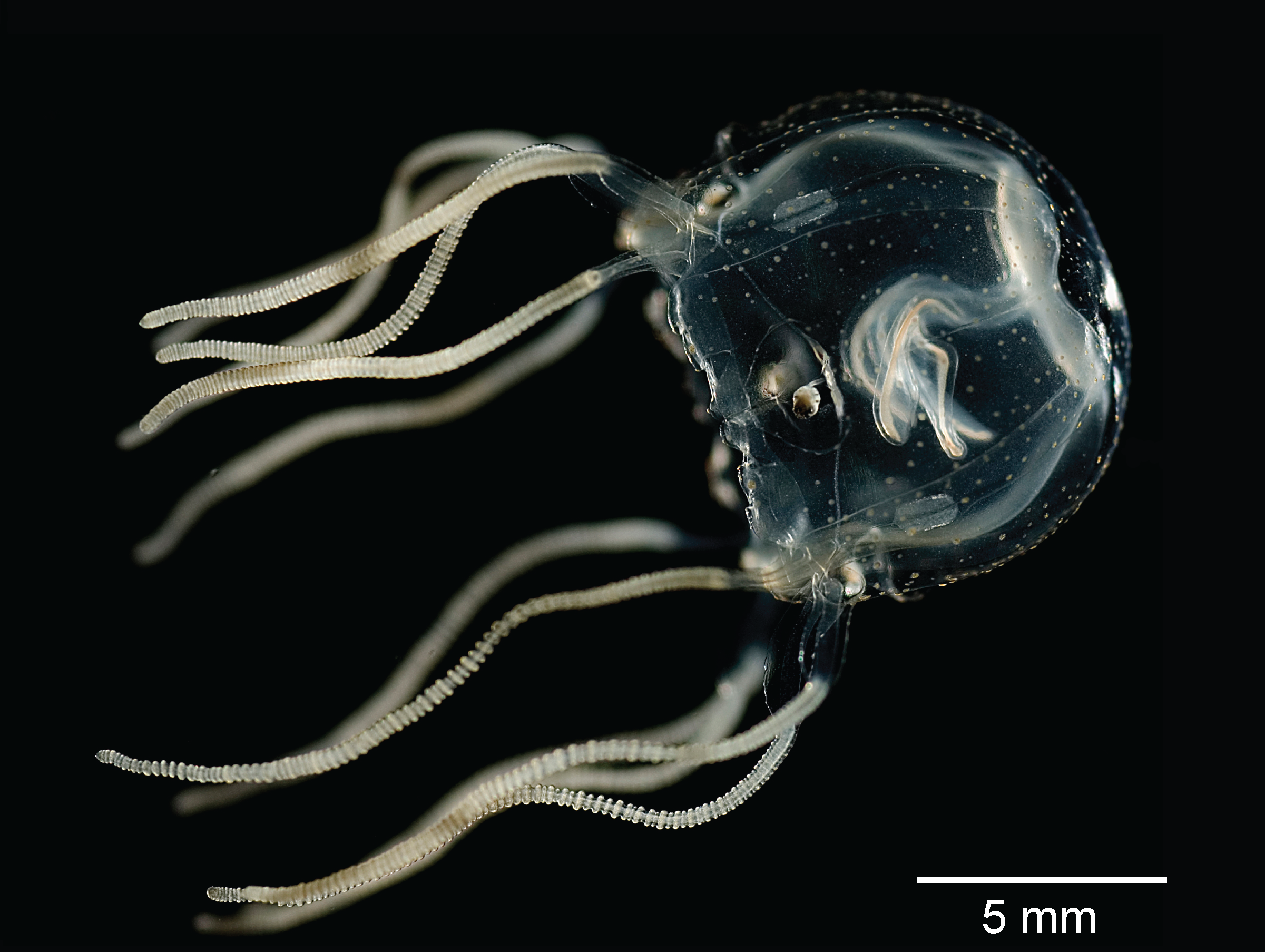
قنديل البحر المكعب

## التاريخ
في عام 1964 أكد جاك بارنز أن سبب هذه المتلازمة كان لدغة من قنديل البحر صغير الحجم: قنديل البحر الإيروكاندجي، يمكنها أن تطلق لدغة مليئة بالسم من جسدها. ولإثبات أن قناديل البحر كانت السبب في هذه المتلازمة، قام بإمساك واحدة وتعمد لدغ نفسه
بينما لاحظ رجل إنقاذ وابنه نيك الأعراض الناتجة (قبل انطلاقه إلى وحدة العناية المركزة). 

من المحتمل أن تسبب المكعبيات الأخرى متلازمة إيروكاندجي. 

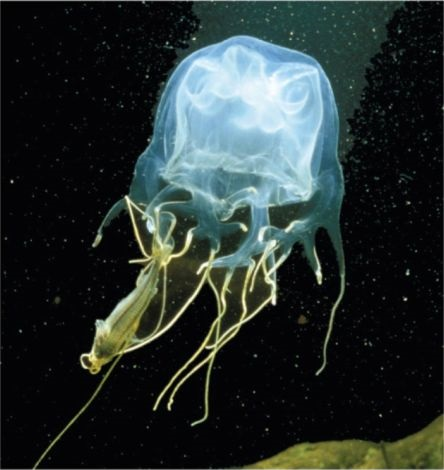
قنديل البحر المكعب

## نصائح مفيدة أثناء التشخيص
تظهر الأعراض السريرية للتسمم بعد أن يخرج المريض من الماء، لذا قد لا يعلم الشخص أنه أُصيب بلسعة قنديل البحر الإروكانجي. يجب أخذ متلازمة إروكانجي بعين الاعتبار عندما تظهر الأعراض السريرية خلال أو بعد السباحة بفترة قصيرة. أما إذا ظهرت أعراضٌ سريرية كالانزعاج والألم العام والشديد والتعرق وارتفاع ضغط الدم والوذمة الرئوية بالرغم من غياب آثار جلدية واضحة، فهي أعراض كافية لتشخيص الإصابة بمتلازمة الإروكانجي.

## حالات الإصابة بمتلازمة الإروكانجي في المناطق الشمالية المدارية لأستراليا
أوضحت إحدى الدراسات إصابة 87 شخصاً في أستراليا بمتلازمة إروكانجي في الفترة الواقعة بين عامي 1990 و 2007. تتراوح أعمار هؤلاء الأشخاص بين عمر السنة والـ 51 (64% منهم ذكور، و41% منهم أطفال). أما النشاطات المؤدية إلى التعرّض للسع فتشمل الغطس (35% من الحالات) والسباحة (29% من الحالات). تحدث اللدغات غالباً أثناء السباحة في المياه والغوص لأكثر من 2 متر (وذلك في 63% من حالات الإصابة)، وأيضاً في الطقس الجيد (73% من الحالات) والرياح الخفيفة أو الهادئة (70% من الحالات). أظهرت الدراسة أيضاً أن الألم كان شديداً في 65% من الحالات، وأن آثار اللسعة تظهر بسرعة (في أقل من 30 دقيقة لدى 79% من الحالات).

## تصوير المتلازمة في الإعلام
صوّر برنامج “قنديل البحر القاتل” -الذي عُرض على قناة ديسكوفري عام 2005- شدة الألم الناتج عن لسعة قنديل البحر الإروكانجي، إذ تعرّض باحثان أستراليان (جيمي سيمور وتيريزا كاريت) إلى لسعة القنديل. عرض برنامج آخر على قناة ديسكوفري بعنوان “لدغات وأنياب وأشواك” 20 دقيقة عن متلازمة الإروكانجي. وعرض البرنامج حالة شابة أسترالية تعرضت للسعة قنديل الإروكانجي وكانت حالتها شديدة الخطورة.
وفي الحلقة الرابعة من الموسم الأول للبرنامج التلفزيوني الخيالي Sea Patrol (عام 2007(، عُرضت قصة رجلين من طاقم زورق الدورية المعروف باسم HMAS Hammersley، إذ تعرض هذان الرجلان إلى لسعة قنديل الإروكانجي.
في البرنامج التلفزيوني Super Animal (الحيوان الخارق)، شبّهت امرأة تجربة الألم الناتجة عن متلازمة إروكانجي بألم المخاض.
عرض ستيف باكشال شهادات ضحايا لسعات الإروكانجي في برنامجه Fierce عن الحياة البرية على قناة ITV عام 2016.